# 丸尾温泉
丸尾温泉（まるおおんせん）は、鹿児島県霧島市牧園町（旧国大隅国）にある温泉。霧島温泉郷の中心的存在であり、霧島温泉と呼ばれることもある。

## 泉質
- 食塩
- 単純硫化水素泉
- 硫黄泉
  - 源泉温度36 - 80℃

## 温泉街
霧島連峰の南中腹に広がる温泉地で、温泉市場を中心に10数軒の宿泊施設が点在する。湯量は非常に多く、至る所で湯煙を巻き上げる。ホテルは大規模なものが多く、様々な設備を整えたリゾートスパが主流。一方で、湯治向けの小さな宿も点在する。霧島観光の拠点として重宝され、スナックや土産物屋などもあり夜の街も発達、歓楽要素も持っている。
温泉街の土産物屋の店頭には、足湯を備えた店もある。

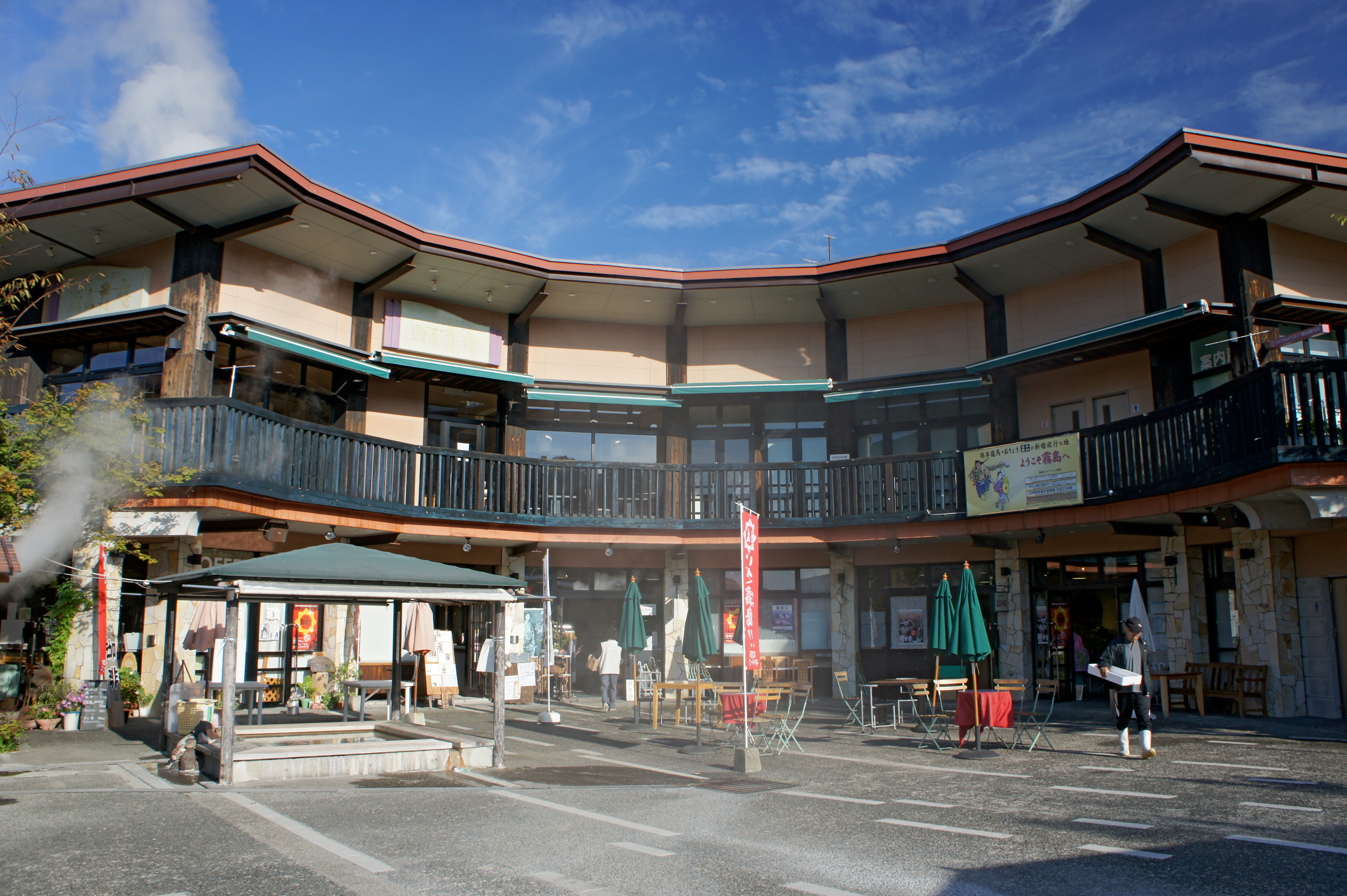
温泉市場
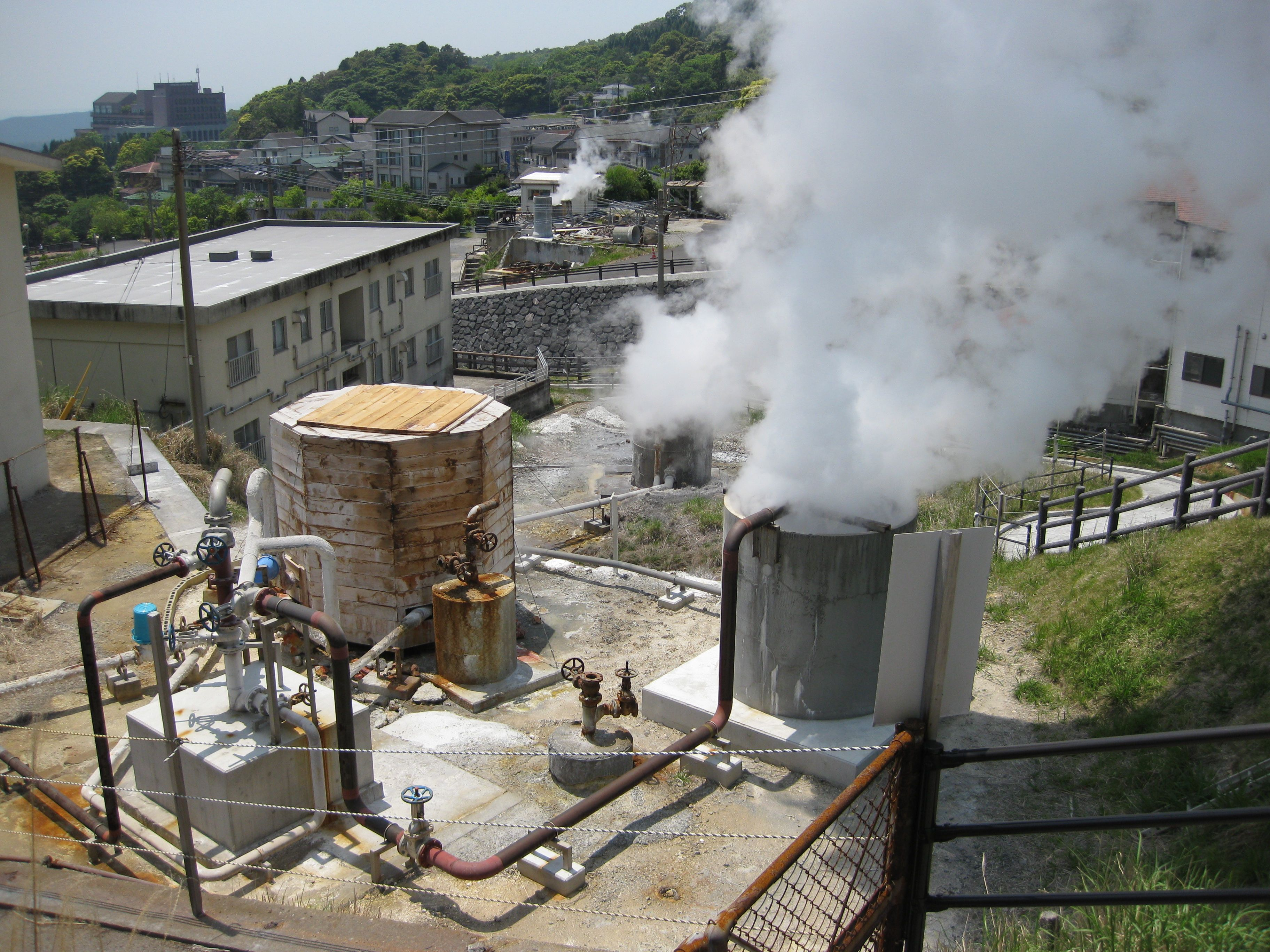
源泉の一つ
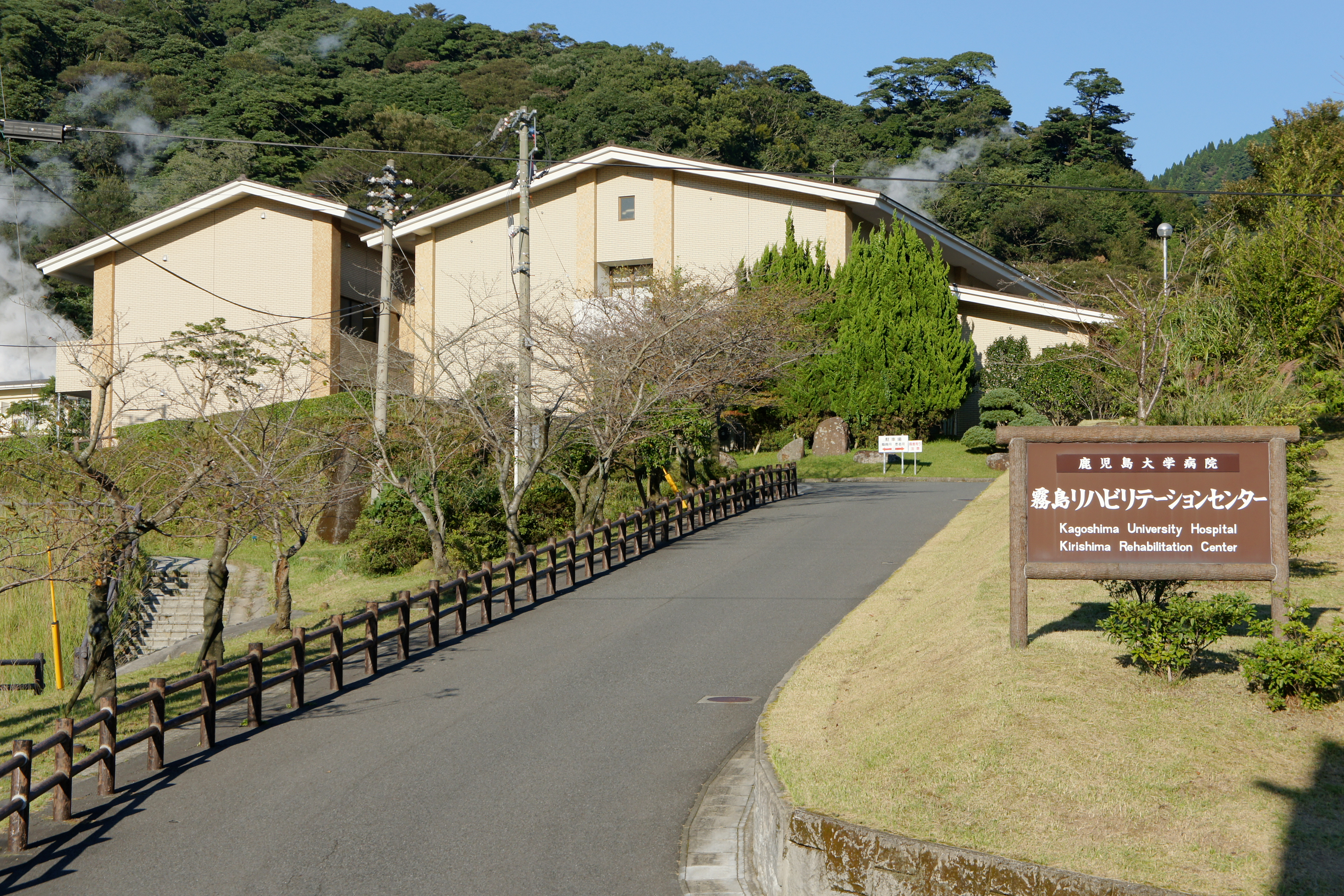
鹿児島大学病院霧島リハビリテーションセンター
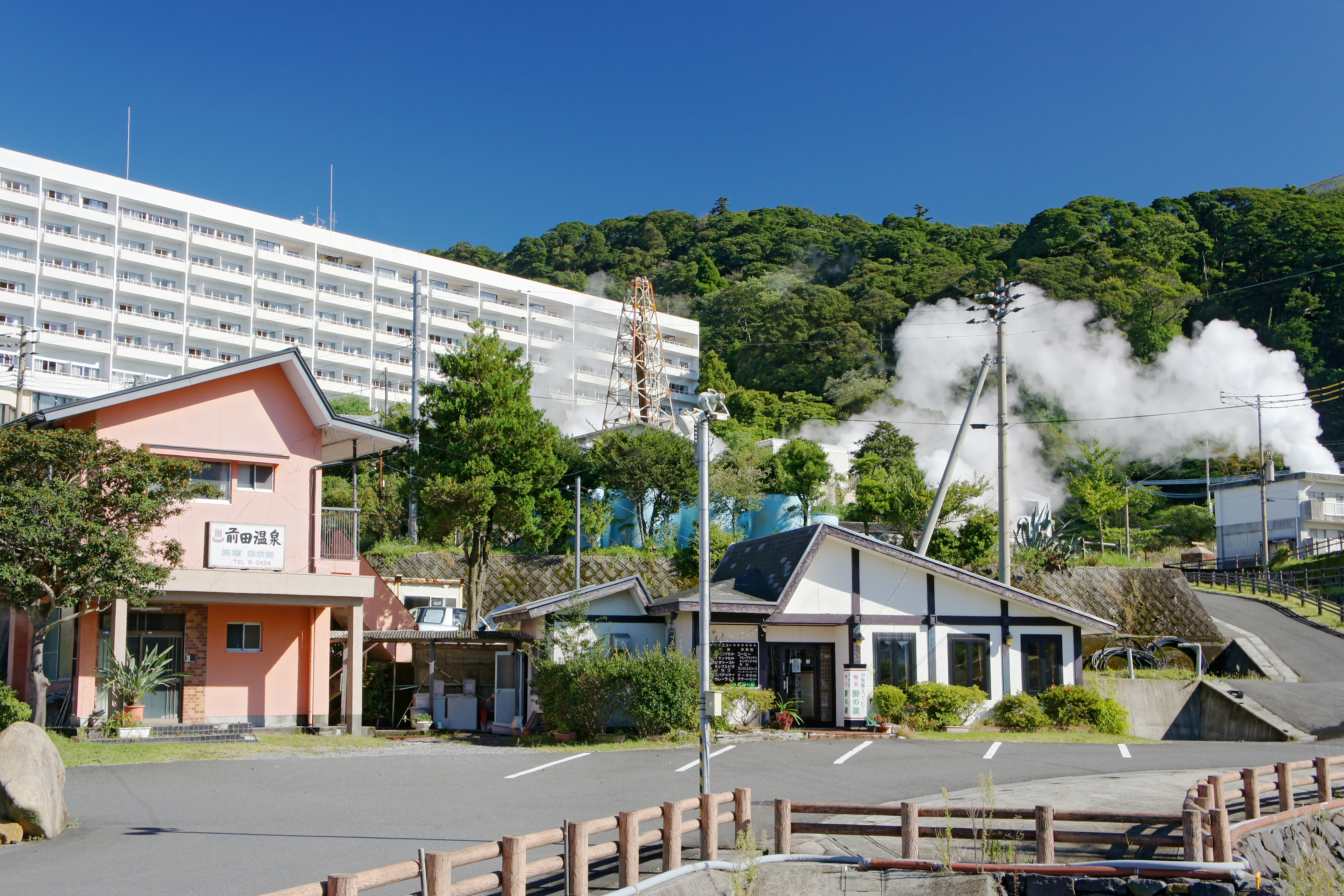
前田温泉
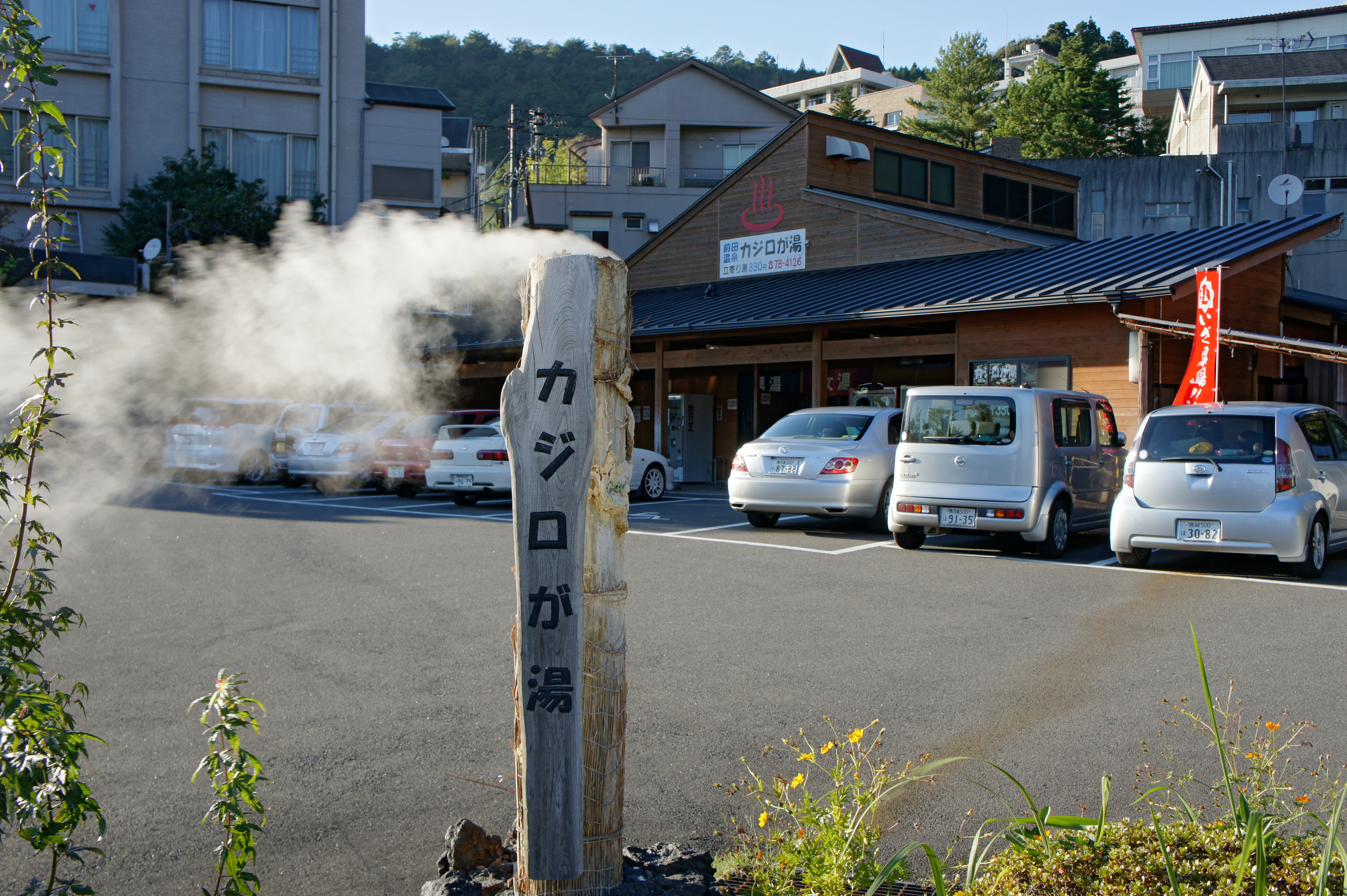
カジロが湯

## 歴史
文政2年（1819年）に発見されたといわれる。1917年（大正6年）から丸尾旅館が営業を開始し、1937年（昭和12年）に鹿児島県立霧島温泉療養所（後の鹿児島大学病院霧島リハビリテーションセンター）が設置された。戦前から鹿児島の奥座敷として、その後は霧島観光の拠点としても発展を遂げていった。

## アクセス
- 鉄道：JR日豊本線霧島神宮駅下車、バスで約15分。
- 自家用車：九州自動車道横川インターチェンジより鹿児島県道50号牧園薩摩線、国道223号経由。

## 名所

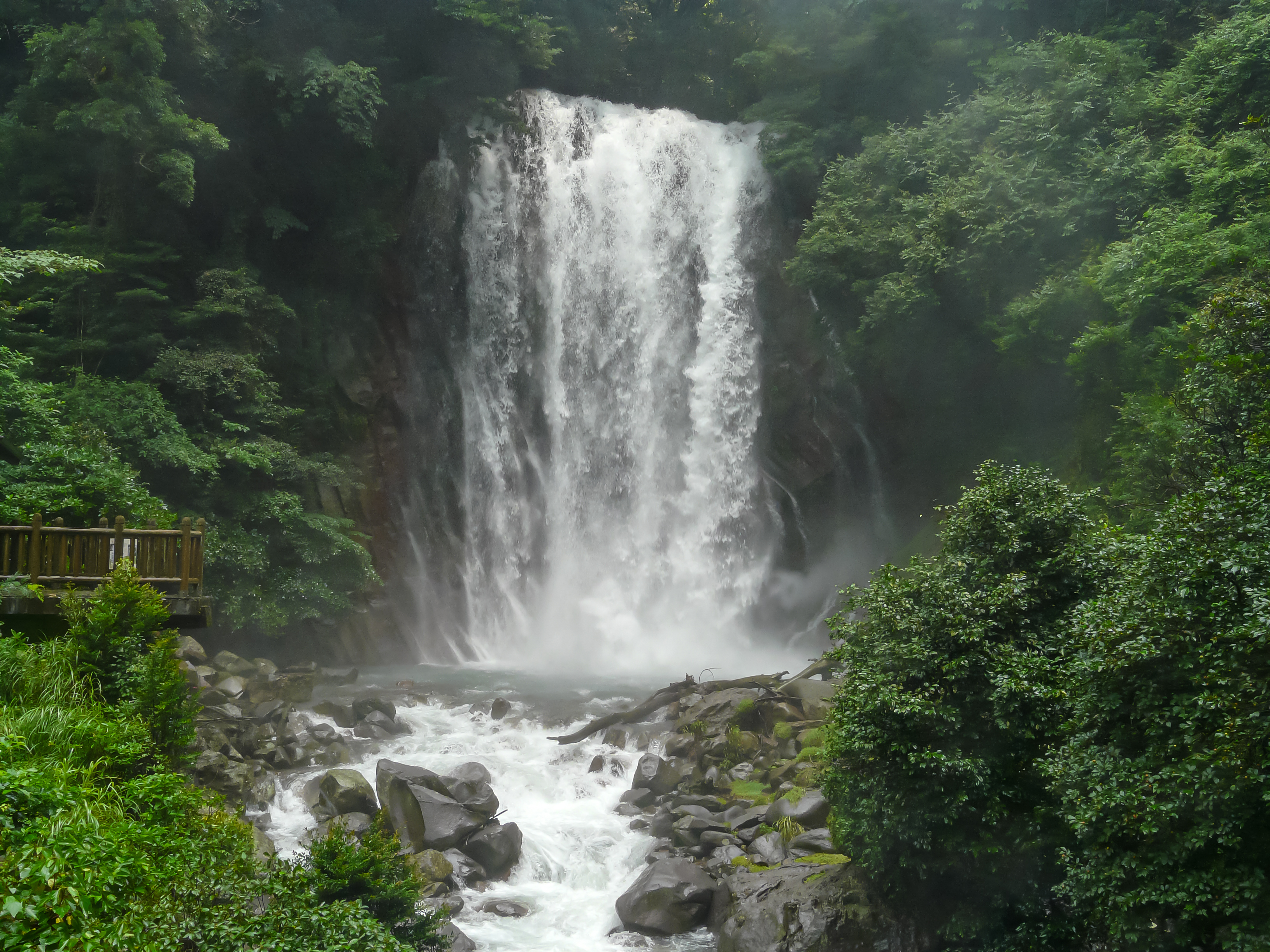
丸尾滝

- 丸尾滝 - 栄之尾温泉の湯の滝で、落差25メートル、幅25メートルという規模。